# Ս
Se o Seh (mayúscula: Ս, minúscula: ս; en armenio: սե) es la vigésimo novena letra del alfabeto armenio.
Tiene un valor numérico de 2000. Representa el sibilante alveolar sordo (/s/) tanto en el armenio oriental como en el armenio occidental.
Creado por Mesrop Mashtots en el siglo V d. C., es homoglifa a la letra latina U.

## Galería

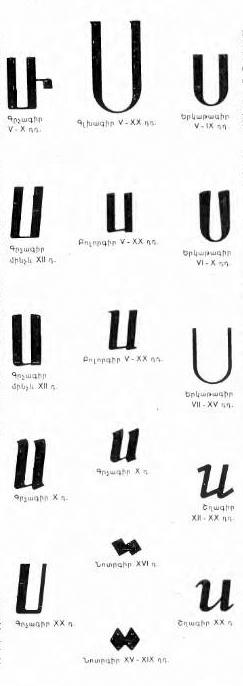
Varias fuentes históricas

Erkat'agir redondeada
Erkt'agir angular
Bolorgir
Notrgir
Shghagir
Forma tipográfica
Forma manuscrita

## Códigos informáticos
| Carácter      | Ս                           | Ս                           | ս                         | ս                         |
| ------------- | --------------------------- | --------------------------- | ------------------------- | ------------------------- |
| Unicode       | ARMENIAN CAPITAL LETTER SEH | ARMENIAN CAPITAL LETTER SEH | ARMENIAN SMALL LETTER SEH | ARMENIAN SMALL LETTER SEH |
| Codificación  | decimal                     | hex                         | decimal                   | hex                       |
| Unicode       | 1357                        | U+054D                      | 1405                      | U+057D                    |
| UTF-8         | 213 141                     | D5 8D                       | 213 189                   | D5 BD                     |
| Ref. numérica | &#1357;                     | &#x54D;                     | &#1405;                   | &#x57D;                   |

## Caracteres relacionados y similares
- S s : Letra latina S
- С с : Letra cirílica Es
- Ⴑ ⴑ ს : Letra georgiana Sani
- Σ σ ς : Letra griega Sigma
- U u : Letra latina U
- ꓴ : Letra U de Lisu